# Pyrus bourgaeana

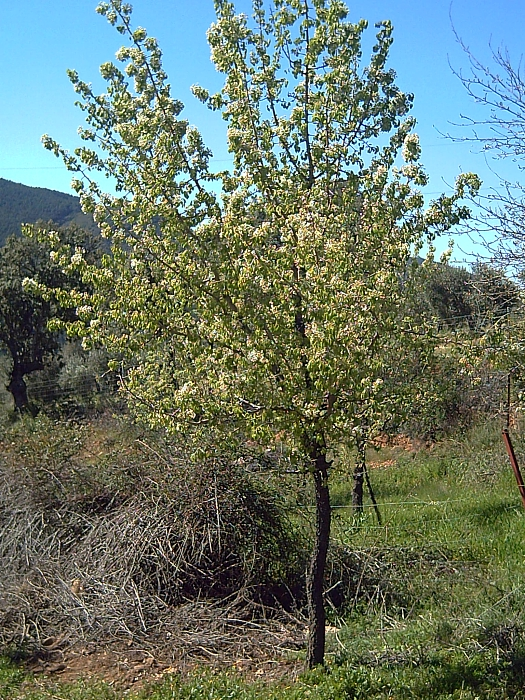

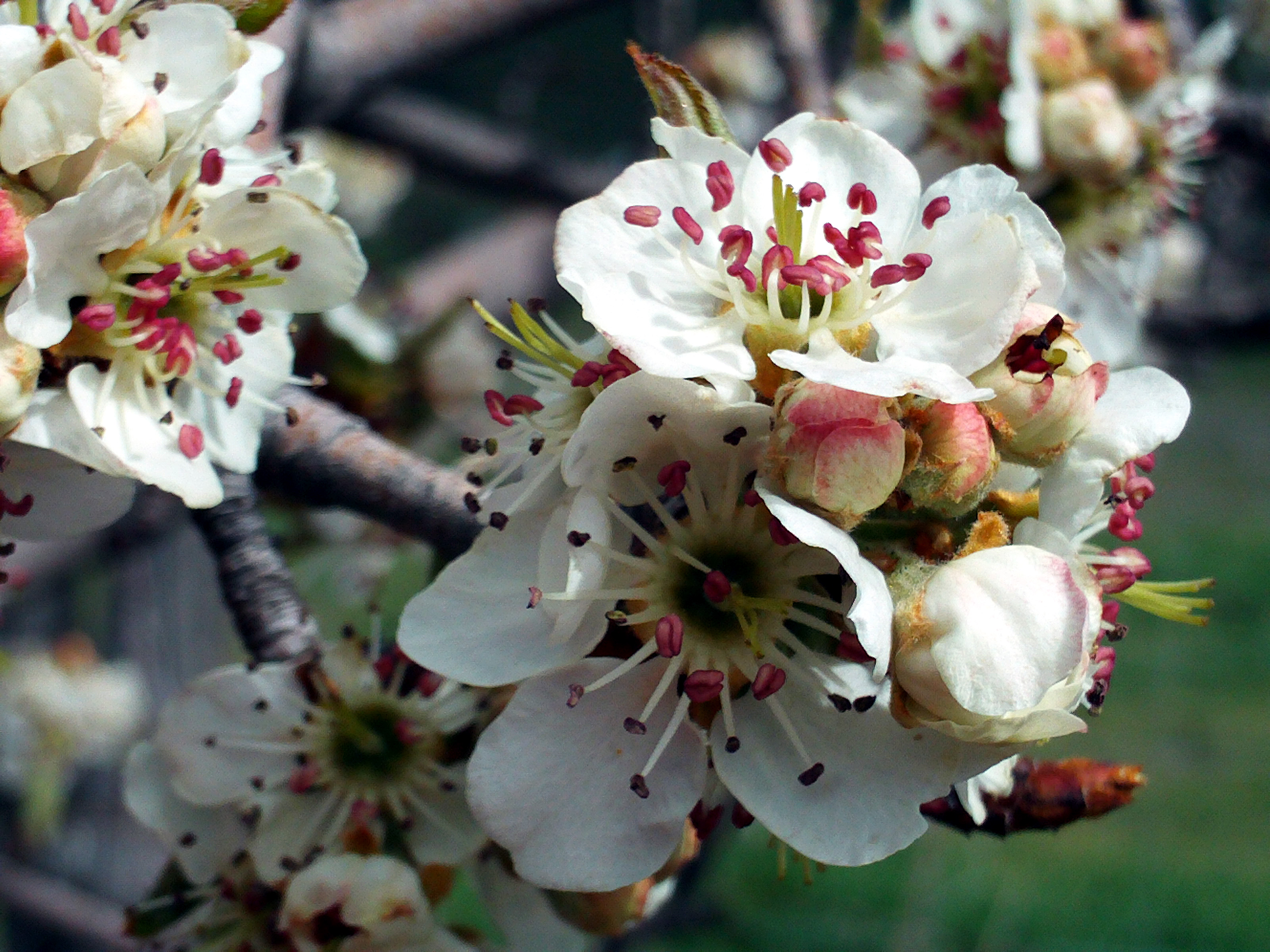

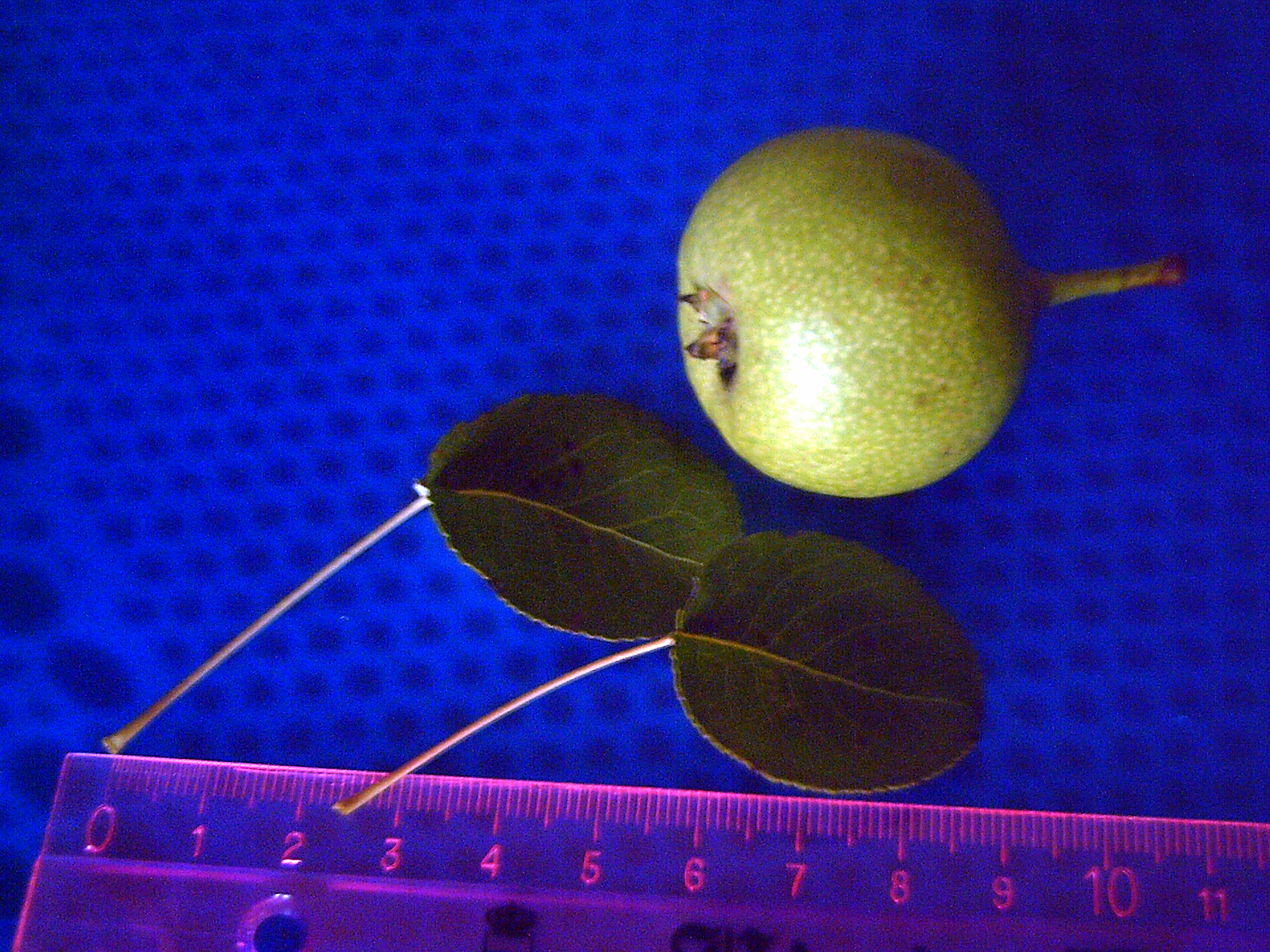
Fruto (pera) e folhas de Pyrus bourgaeana

O Pyrus bourgaeana, comummente conhecida como catapereiro, é uma espécie vegetal de porte arbóreo e espermatófita que pertencente ao género Pyrus, à família das rosáceas e ao tipo fisionómico dos fanerófitos.

## Nomes comuns
Além de «catapereiro», esta espécie dá ainda pelos seguintes nomes comuns:
- carapeteiro[3][2];
- pereira-brava [4][2](também grafado pereiro-bravo[2]) (não confundir com as espécies Pyrus cordata e Pyrus communis, que também dão por este nome comum);
- cachapirro [5] (também grafado cachipirro[3]);
- escalheiro-manso[6][2] (não confundir com a espécie Pyrus cordata, que também dá por este nome comum);
- escalheiro-preto[2];
- pilriteiro-negro [7] (não confundir com a espécie Viburnum tinus, que consigo partilha este nome comum);
- e escambroeiro[8] (não confundir com as espécies Pyrus cordata e Rhamnus cathartica, que consigo partilham este nome comum).

Regionalmente, no Alentejo, é ainda conhecido como saramenheiro no Alto Alentejo e como seraminheiro no Baixo Alentejo.

## Distribuição
Encontra-se principalmente nas partes ocidentais e central da Península Ibérica, sendo rara no terço norte, e no noroeste de África (Marrocos).

### Portugal
Trata-se de uma espécie autóctone do território português, nomeadamente de Portugal Continental, marcando presença em todo o território, salvo nas zonas do Noroeste.

### Ecologia
Trata-se de uma espécie ruderal, pelo que pulula nas orlas de hortas, caminhos e devesas.
Também medra em ambientes de bosque mediterrânico, matagais abertos, montados, charnecas sáfaras e bouças baldias. Prosa bem em terrenos pedregosos e privilegia terrenos nas cercanias de cursos de água, mesmo tratando-se de linhas de água temporárias.

## Taxonomia
O nome aceite é Pyrus bourgaeana (Decaisne 1871-72).
Outros nomes:
- Pyrus communis raça bourgaeana (Decaisne) Ascherson & Graebner, sin. Mitteleur. 1906
- Pyrus communis subsp. bourgaeana (Decaisne) Nyman, 1878
- Pyrus communis var. bourgaeana (Decaisne) Laguna, 1890

Heterotipos:
- Pyrus communis raça mariana (Willkomm) Ascherson & Graebner, Syn. Mitteleur 1906
- Pyrus communis subsp. mamorensis (Trabut) Maire, 1980
- Pyrus communis subsp. mariana (Willkomm) Ascherson & Graebner, Syn. Mitteleur. Fl. 6(2): 64 1906
- Pyrus communis var. brevipetiolata Coutinho 1913
- Pyrus communis var. longipetiolata Coutinho 1913
- Pyrus communis var. mariana Willkomm 1852
- Pyrus communis var. marianica Willkomm ex Rivas Goday 1959, nom. inval.
- Pyrus communis var. subrotundata Coutinho, Fl. Portugal 290 (1913)
- Pyrus mamorensis Trabut 1916
- Pyrus mamorensis var. brevipes Emberger & Maire 1932
- Pyrus mamorensis var. eumamorensis Maire 1932, nom. inval.
- Pyrus marianica Rivas Goday 1956, nom. nud.

## Descrição
O catapereiro é uma árvore de pequeno porte, caducifólia, por vezes arbustivo, com ramos espinhosos e em disposição aberta. As folhas são ovais, dentadas e apresentam um pecíolo grande.
Prefere solos siliciosos, frescos e húmidos e clima temperado, embora se adapte bem a condições de frio e gelo.
Floresce de fevereiro a marços e as suas flores apresentam-se me grupos de umbelas, com cinco sépalas e cinco pétalas brancas ou suavemente rosadas, com numerosos estames.
O fruto é carnudo, em forma de pera quase esférica e com polpa farinhenta. A sua maturação tem lugar no outono. Uma vez caídos da árvore, os frutos são consumidos por diversos mamíferos selvagens (carnívoros, ungulados e lagomorfos) que por vezes atuam como dispersores das sementes.

### Distinção comPyrus cordata
Apesar de semelhantes, as duas espécies distinguem-se na medida em que a Pyrus bourgaeana tem pedúnculos frutíferos mais grossos e rígidos e o cálice do fruto é permanente.

## Usos
O seu principal uso é para base de enxertia de outras árvores de fruto nas zonas onde se encontra. Os frutos são de sabor muito áspero e normalmente não são consumidos. A sua madeira é apreciada.